# Gratenvis
De gratenvis (Albula vulpes) is een straalvinnige vis uit de familie van de gratenvissen (Albulidae) en behoort derhalve tot de orde van de gratenvisachtigen (Albuliformes).
In het verleden is deze vis ook wel als tienponder aangeduid; tegenwoordig wordt die naam alleen gebruikt voor Elops saurus, een vis uit de orde van de tienponders (Eloptidae).

## Kenmerken
Deze vis heeft een slank, gestroomlijnd lichaam, een lange, kegelvormige en onbeschubde kop en een hoge rugvin. Het volwassen dier vertoont vage dwarsbanden. De vis kan maximaal 104 cm lang en 9 kg zwaar worden.

## Leefwijze
Het voedsel van deze vis bestaat uit grote en kleinere kreeftachtigen, die hij door middel van kleine waterstraaltjes uit de bodem vrijblaast. Door zijn grootte is hij betrekkelijk veilig voor roofvissen, die hem niet snel zullen aanvallen.

## Leefomgeving
Albula vulpes komt voor in ondiep kustwateren en brak water of in lagunes met mangrovebossen. De vis prefereert een subtropisch klimaat en heeft zich verspreid over de Grote en Atlantische Oceaan. De diepteverspreiding is 0 tot 84 meter onder het wateroppervlak.
De vis wordt in kleine aantallen in de kustwateren van Suriname aangetroffen.

## Voortplanting
De Caribische exemplaren planten zich voort van oktober tot in april. Vóór het paaien neemt de school in de namiddag een tornadoachtige vorm aan en duikt 's nachts tot ruim 300 meter diep om daar te paaien. De volgende ochtend zijn de vissen verdwenen en hebben ze op hun terugtocht bevruchte eitjes afgezet. De nieuwe visjes beginnen hierna een larvestadium dat twee maanden duurt.

## Relatie tot de mens
Albula vulpes is voor de visserij van beperkt commercieel belang.
Voor de mens is Albula vulpes potentieel gevaarlijk, omdat er vermeldingen van ciguatera-vergiftiging zijn geweest.